# María del Mar Hernández Vitorique
María del Mar Hernández Vitorique, detta Mar Hernández (...), è una giocatrice di football americano spagnola, che gioca come wide receiver per le Las Rozas Black Demons.

## Palmarès
- 1 Europeo (2023-2024)